# Campeonato Gaúcho de Futebol de 1987 - Série A
O Campeonato Gaúcho de Futebol de 1987, foi a 67ª edição da competição no Estado do Rio Grande do Sul. Participaram do campeonato 14 clubes, os seis melhores jogaram a fase final. A disputa teve início em 8 de fevereiro e teve seu término em 19 de julho de 1987. O campeão deste ano foi o Grêmio.

## Participantes
| - Brasil-PE (Pelotas)34ª - Caxias (Caxias do Sul)26ª - Esportivo (Bento Gonçalves)17ª - Grêmio (Porto Alegre)45ª - Internacional (Porto Alegre)43ª - Inter-SM (Santa Maria) 21ª - Juventude (Caxias do Sul)29ª | - Lajeadense (Lajeado)5ª - Passo Fundo (Passo Fundo)9ª - Pelotas (Pelotas)31ª - Santa Cruz -RS (Santa Cruz do Sul)18ª - São Paulo (Rio Grande)16ª - São Borja (São Borja)13ª Rebaixado - Novo Hamburgo (Novo Hamburgo)43ª Rebaixado |

## Tabela
A primeira fase (fase classificatória) foi disputada em dois turnos, nos quais as 14 equipes se enfrentavam todas contra todas. Em cada turno os quatro primeiros colocados disputavam um quadrangular em jogos de ida e volta para decidir o campeão do turno.
No primeiro turno participaram do quadrangular as seguintes equipes: Internacional, Grêmio, Caxias e Juventude. No final das seis rodadas Grêmio e Caxias terminaram empatados em todos os critérios, sendo necessário apontar o campeão do turno através de sorteio, que acabou contemplando a equipe do interior.
No segundo turno os participantes do quadrangular foram: Internacional, Grêmio, Juventude e Internacional de Santa Maria. Novamente houve empate ao final do quadrangular, porém desta vez somente em número de pontos. Para evitar o sorteio foi realizado um jogo extra, no qual o Internacional derrotou o Grêmio no desempate por penaltes, conquistando o segundo turno.
O Hexagonal Final foi disputado no sistema de turno e returno e teve como participantes os campeões de turno (Caxias e Internacional) que entraram com um ponto extra e mais os quatro melhores colocados na soma de pontos dos dois turnos excluindo os quadrangulares, cujas vagas ficaram com Grêmio, Juventude, Esportivo e Brasil.
Grêmio e Internacional chegaram última rodada empatados em pontos e se enfrentariam no estádio Olímpico. O empate levaria a realização de um jogo extra. o Grêmio marcou 3 gols em menos de 18 minutos o que lhe garantiu a folga necessária para vencer a partida (acabaria 3-2) conquistando assim o tri-campeonato gaúcho (1985/86/87).

Primeiro Turno
Fase de Classificação
```
1º Internacional      20pt  (classificado)
2º Caxias             19pt  (classificado)
3º Juventude          17pt  (classificado)
4º Grêmio             16pt  (classificado)
5º Brasil             14pt                     10º Passo Fundo        10pt
6º Santa Cruz         14pt                     11º São Borja          10pt
7º Esportivo          13pt                     12º Lajeadense          9pt
8º São Paulo          13pt                     13º Internacional (SM)  9pt
9º Pelotas            11pt                     14º Novo Hamburgo       7pt
```

Quadrangular
```
1º Caxias              7pt (campeão no sorteio)
2º Grêmio              7pt
3º Internacional       5pt
4º Juventude           5pt
```

Segundo Turno
Fase de Classificação
```
1º Internacional       18pt (Classificado)
2º Juventude           18pt (Classificado)
3º Internacional SM    16pt (classificado)
4º Grêmio              15pt (Classificado)
5º Esportivo           15pt                      10º Santa Cruz        12pt
6º Passo Fundo         13pt                      11º Novo Hamburgo     11pt
7º Brasil              13pt                      12º Pelotas           10pt
8º Caxias              12pt                      13º Lajeadense        10pt
9º São Paulo           12pt                      14º São Borja          7pt
```

Quadrangular
```
1º Internacional        9pt (campeão ao vencer o jogo desempate)
2º Grêmio               9pt
3º Juventude            4pt
4º Internacional SM     2pt
```

Classificação Final (1º e 2º Turno)
```
1º Internacional      38pt  (campeão do 2º Turno)
2º Juventude          35pt  (classificado)
3º Grêmio             31pt  (classificado)
4º Caxias             31pt  (campeão do 1º Turno)
5º Esportivo          28pt  (classificado)             10º Passo Fundo    23pt
6º Brasil             27pt  (classificado)             11º Pelotas        21pt
7º Santa Cruz         26pt                             12º Lajeadense     19pt
8º São Paulo          25pt                             13º Novo Hamburgo  18pt (rebaixado)
9º Internacional (SM) 25pt                             14º São Borja      17pt (rebaixado)
```

FASE FINAL
```
1º Grêmio             16pt (campeão)
2º Internacional      14pt
3º Esportivo          11pt ("campeão do interior" - classificado para o Módulo Azul)
4º Caxias             10pt (Módulo Azul do Brasileiro de 1987)
5º Juventude           9pt (Módulo Azul do Brasileiro de 1987)
6º Brasil              2pt
```

## Campeão
| Campeonato Gaúcho de Futebol 1987             |
| --------------------------------------------- |
| Grêmio Foot-Ball Porto Alegrense (25º título) |

## Artilheiro
- Amarildo (Internacional) 17 gols

## Segunda Divisão
Campeão: Guarany (Cruz Alta)
Vice-Campeão: Aimoré (São Leopoldo)